# Alerheim
Alerheim est une commune de Bavière (Allemagne), située dans l'arrondissement de Danube-Ries, dans le district de Souabe.

## Histoire
C'est dans ses environs que le Grand Condé battit Franz von Mercy le 3 août 1645, lors de la bataille d'Alerheim.